# Сигнальный пистолет Шпагина
Сигнальный пистолет Шпагина (СПШ) — 26-мм советский сигнальный пистолет.

## История
Разработка нового сигнального пистолета для замены находившегося на вооружении 26-мм сигнального пистолета образца 1930 года началась во время Великой Отечественной войны.
В 1943 году Г. С. Шпагиным на основе конструкции ранее разработанного сигнального пистолета ОПШ был разработан новый вариант, после завершения испытаний в 1943 году принятый на вооружение Красной Армии под наименованием 26-мм осветительный (сигнальный) пистолет СПШ-43 (индекс ГРАУ — 56-Н-573).
В апреле 1943 года на заводе № 367 наркомата вооружения СССР в посёлке Вятские Поляны приступили к разработке чертежей технологического процесса и инструментальной оснастке для сигнального пистолета СПШ системы Шпагина. В июле 1943 года технология на пистолет была полностью внедрена в производство.
СПШ имел 34 детали, из которых 15 изготавливались высокопроизводительным методом холодной штамповки. Конструкция была технологична и не вызвала затруднений в освоении производства. Наблюдалась экономия металла и нормированного времени в сравнении с осветительным пистолетом образца 1930 года, который выпускался на Ижевском заводе.
С 15 января 1944 года завод приступил к разработке технологического процесса пистолета СПШ-2, опытная партия которого была выпущена в апреле 1944 года, а с мая 1944 года было начато его массовое производство под наименованием 26-мм сигнальный пистолет СПШ-44 (индекс ГРАУ — 56-Н-574). СПШ-44 отличался изменённым механизмом открывания, при котором рычаг был размещён в нижней части спускового крючка.
В середине 1970х годов в московской госохотинспекции были разработаны инъекторы для иммобилизации животных, предназначенные для отстрела из сигнального пистолета СПШ-44.
В 1981 году для замены СПШ на вооружение был принят пистолет СП-81, но ранее выпущенные сигнальные пистолеты продолжали использоваться и в последующее время.

## Части пистолета
- ствол
- рамка
- щёчки
- курок
- боевая пружина
- толкатель
- опорная планка боевой пружины
- экстрактор
- боёк
- пружина бойка
- спусковой крючок
- защёлка ствола
- трубчатая ось
- пружина спускового крючка и защёлки ствола

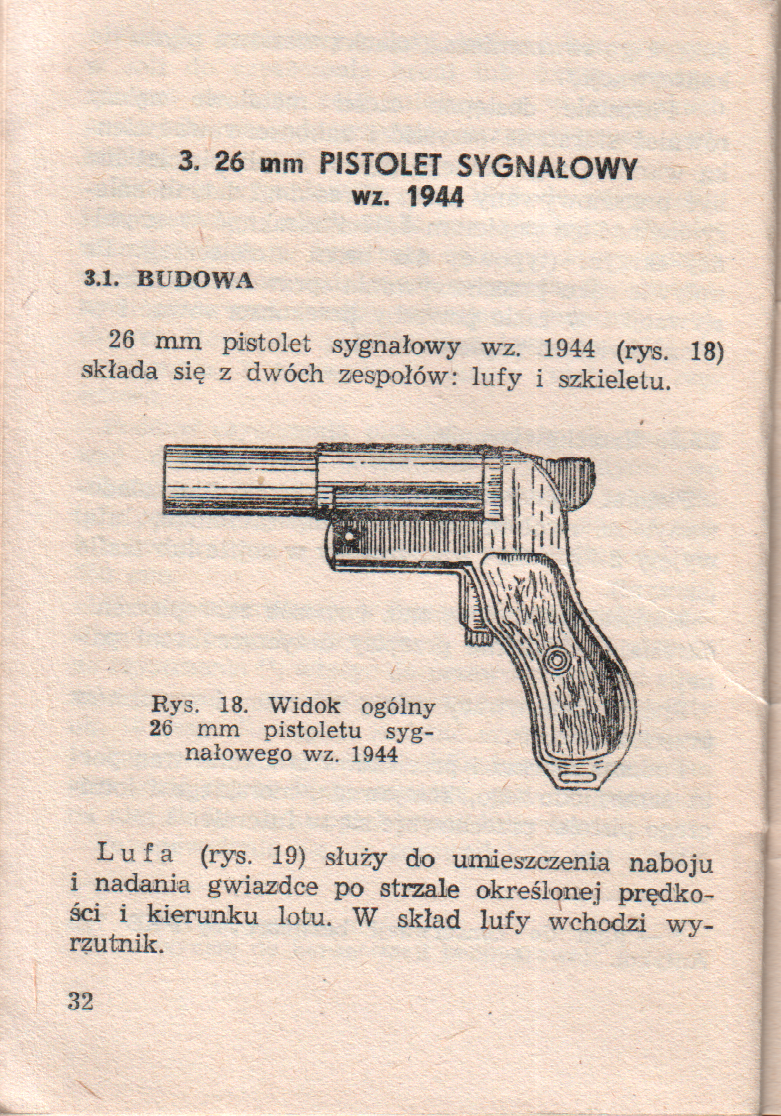
Общий вид
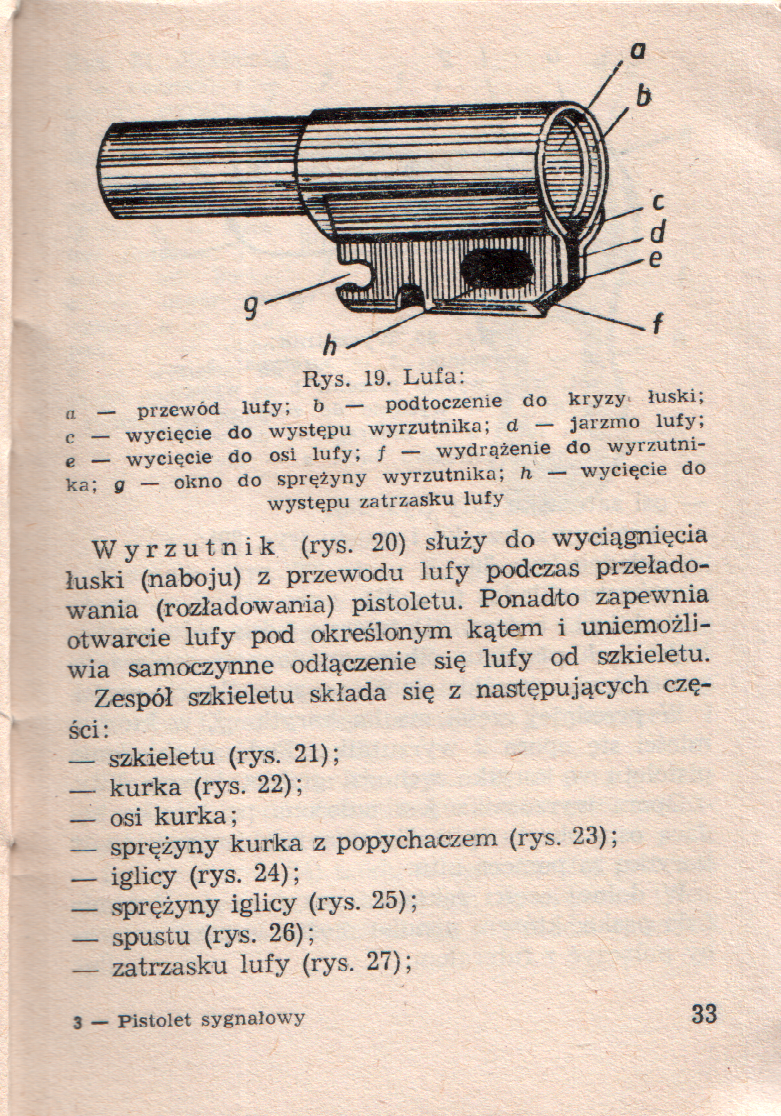
Ствол
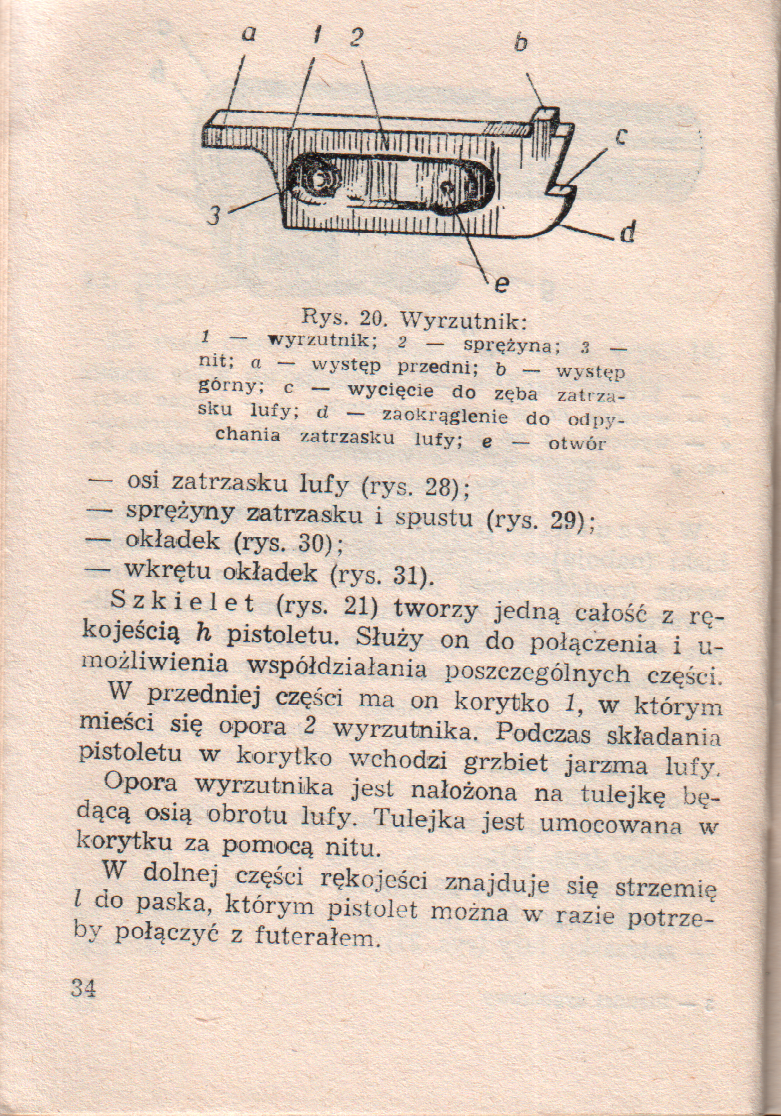
Эжектор
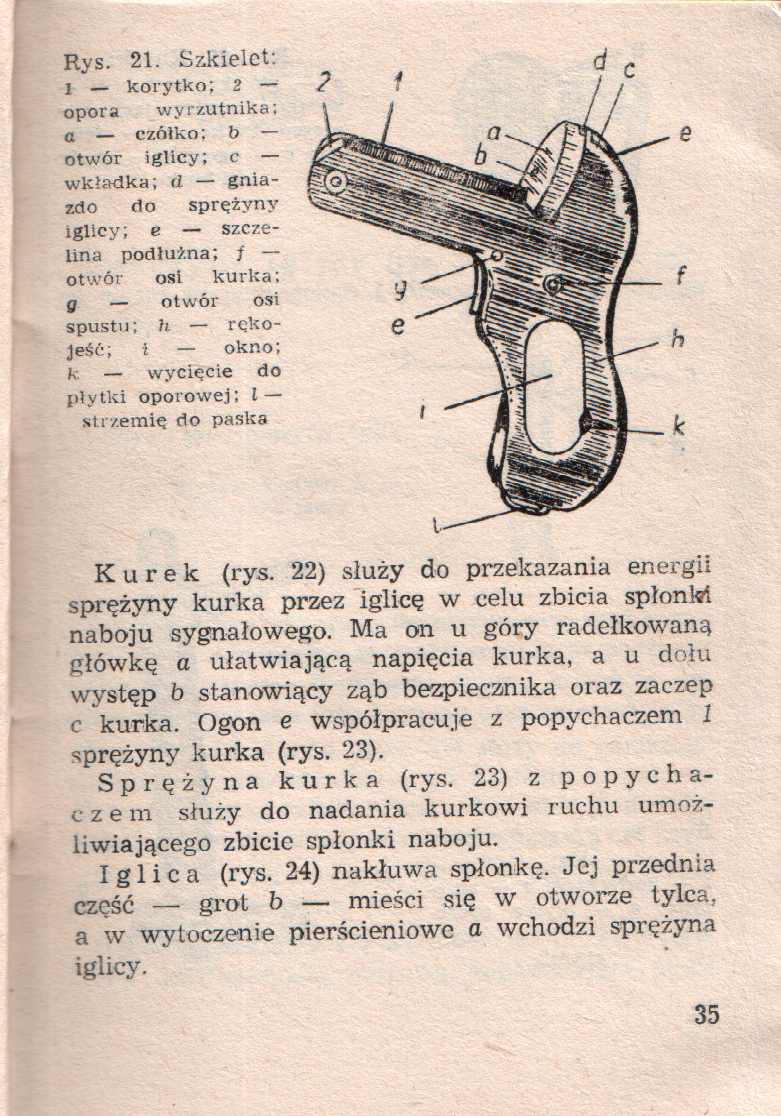
Рамка
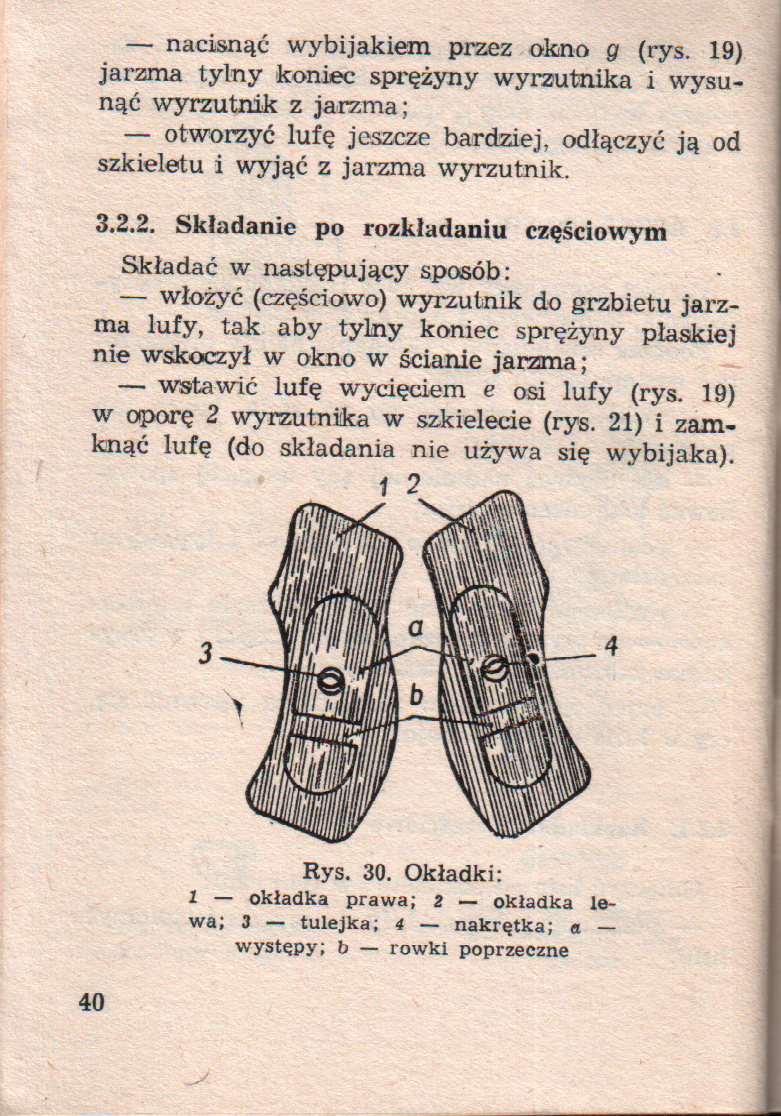
Щёчки

## 26-мм сигнальный патрон

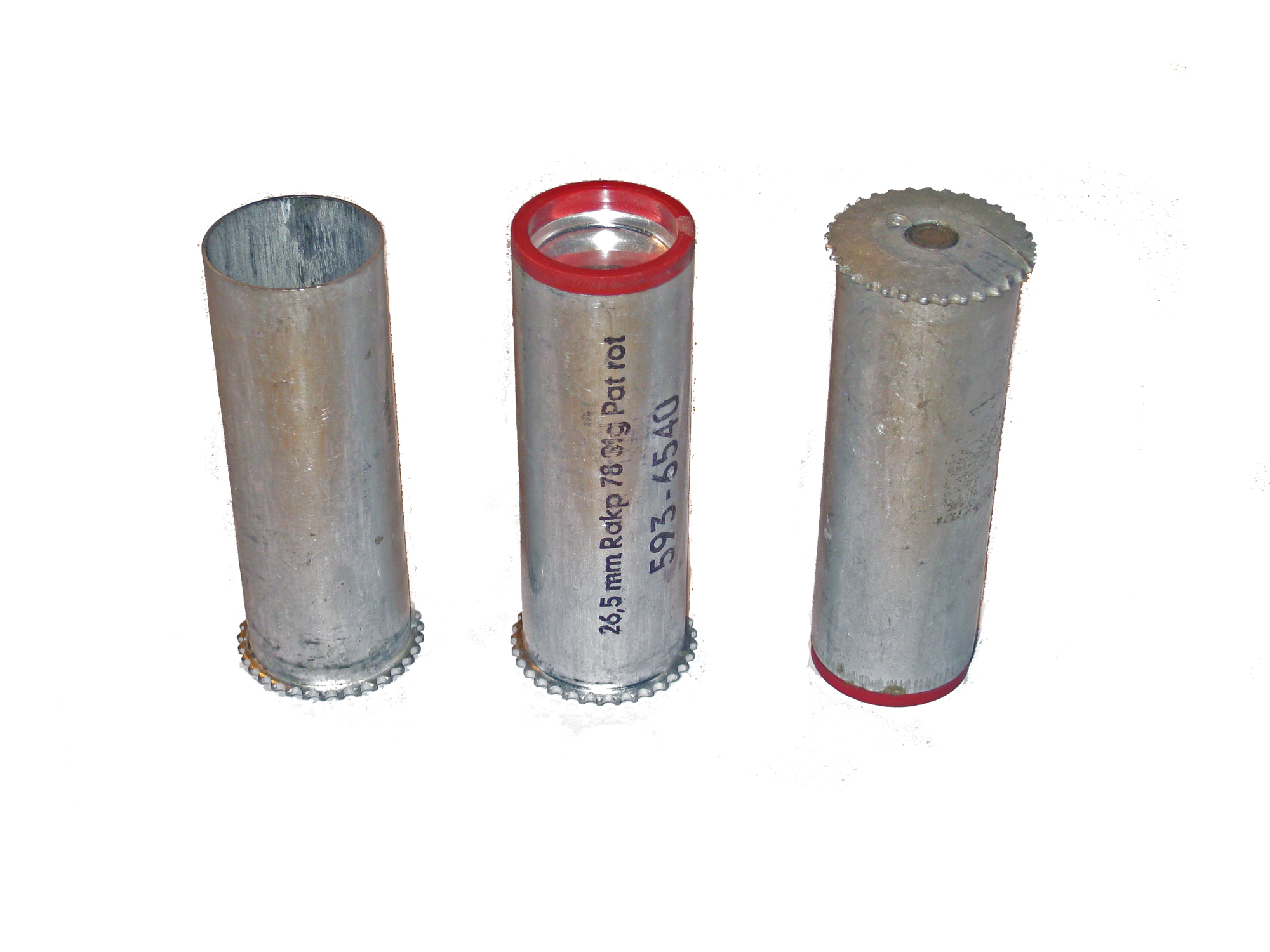
Красный сигнальный патрон для сигнального пистолета

Сигнальный патрон — конструкционно охотничий патрон 4-го калибра со звёздками вместо дроби. Состоит из латунно-картонной гильзы, капсюля, вышибного заряда, картонного пыжа с марлевым кружком, войлочного пыжа, звёздки (звёздок), картонной трубки, картонного пыжа и отличительного кружка с выступами.
В СПШ возможно применение патронов и других типов, в частности — специальных газовых, травматических и картечных, однако без гарантии безопасности для стрелка и долговечности самого оружия. Сама по себе сигнальная звёздка СПШ обладает достаточно сильным зажигательным и кинетическим воздействием и способна причинить тяжёлые травмы или привести к смерти при попадании в человека, а также вызвать пожар в помещении.

## Варианты и модификации
- Pistolet sygnałowy wz. 1944 — пистолет польского производства, выпуск которого в 1948 году освоил оружейный завод в Радоме. Накладки на рукоять из чёрной пластмассы с изображением стреляющего лучника[5].
- «тип 57» (Type 57) — копия СПШ-44 производства КНР
- СПШ-26М KZ - изготавливается заводом "Металлист" в городе Уральск (Казахстан)[6]
- АЛ-1 — советский аварийный линемёт на базе СПШ-44. Заряжается специальными укороченными (вышибными) холостыми патронами для переброски линя с одного судна на другое, с судна на берег или с берега на судно для последующей подачи буксирного или швартового каната, для подачи линя (верёвки) в труднодоступные зоны для проведения спасательных и иных работ в экстремальных ситуациях (пожар, землетрясение, наводнение). Также может использоваться в качестве сигнальной ракетницы для отстрела стандартных сигнальных патронов.
- Keserű Muvek Rubber Protector — однозарядный травматический пистолет, изготовленный венгерской фирмой «Keserű» путём переделки СПШ. Имеет раздельное заряжание 28-мм резиновой пулей и холостым револьверным патроном .380 Knall[7].
- ВПО-524 — стартовый пистолет, изготовленный из СПШ-44 компанией «Молот-Оружие», который обеспечивает возможность стрельбы только капсюлями «Жевело» (сертифицирован в 2017 году).